# San José del Castillo
San José del Castillo är en ort i Mexiko.   Den ligger i kommunen El Salto och delstaten Jalisco, i den centrala delen av landet, 400 km väster om huvudstaden Mexico City. San José del Castillo ligger 1 548 meter över havet och antalet invånare är 10 280.
Terrängen runt San José del Castillo är huvudsakligen platt, men åt nordost är den kuperad. Runt San José del Castillo är det ganska tätbefolkat, med 111 invånare per kvadratkilometer. Närmaste större samhälle är Tonalá, 12,3 km norr om San José del Castillo. Omgivningarna runt San José del Castillo är en mosaik av jordbruksmark och naturlig växtlighet.